# Bachkirs
Les Bachkirs (aussi appelés Bašǧirt ou Bashdjirt ; en bachkir : башҡорттар, başqorttar, au singulier башҡорт, başqort) sont un peuple turcique vivant notamment en Bachkirie, dans l'Est de la Russie européenne. Leur langue est le bachkir, qui appartient au groupe turcique de la famille des langues altaïques. C'est la quatrième ethnie de Russie par le nombre d'individus, après les Russes, les Ukrainiens et les Tatars, avec environ 1 673 000 membres dont une majorité se concentre en Bachkirie. Les 75 000 autres Bachkirs vivant en-dehors du territoire russe se trouvent essentiellement dans les anciennes républiques soviétiques. Ils sont majoritairement de confession sunnite.

## Histoire
Les auteurs arabo-musulmans du Moyen Âge situaient les Bachkirs au nord des Oghouzes, à l’est des Petchénègues et au sud de l’Oural et des Bulgares de la Volga. Al-Istakhrî affirme que les Bachkirs se trouvaient à 25 jours de voyage des terres bulgares, dans une région montagneuse et boisée. Selon Ibn Hawqal, ils étaient environ 2 000 hommes à être soumis aux Bulgares, et leurs maisons étaient cachées au milieu de la forêt. Dans sa relation de voyage, Ahmad ibn Fadlân affirme que les Bachkirs vénéraient douze dieux associés aux douze tribus bachkires : divinités de l’hiver, de l’été, de la pluie, du vent, des arbres, des hommes, des chevaux, de l’eau, de la nuit, du jour, de la mort et de la terre.

## Démographie
Les Bachkirs de Russie ont une population estimée en 2022 à 1,35 million de personnes, dont 870 000 habitent dans la république de Bachkirie, auxquelles s'ajoutent les populations bachkires d'Ukraine et d'Asie centrale. Au total, la population bachkire est estimée à environ deux millions de personnes.

## Culture
Les Bachkirs parlent le bachkir, une langue turcique du groupe kiptchak. La plupart des Bachkirs sont bilingues, maniant aussi bien le bachkir que le russe.[réf. souhaitée]
Les Bachkirs sont majoritairement musulmans de tradition sunnite, de l'école juridique (madhhab) hanafite.
Ils pratiquent de longue date l'agriculture, l'élevage et l'apiculture. Les Bachkirs sont semi-nomades dans les montagnes ou les steppes, et y élevaient des chevaux, des moutons, des chiens, et de nombreuses variétés de bovins.

## Personnalités notables
- Salavat Ioulaïev (1754-1800), écrivain et héros national bachkir
- Rudolf Noureev (1938-1993), danseur et chorégraphe
- Zainab Biicheva (1908-1996), écrivaine
- Gouzal Sitdikova (née en 1952), écrivaine
- Amir Ichemgoulov (1960-2020), scientifique et député